# Gaita colombiana

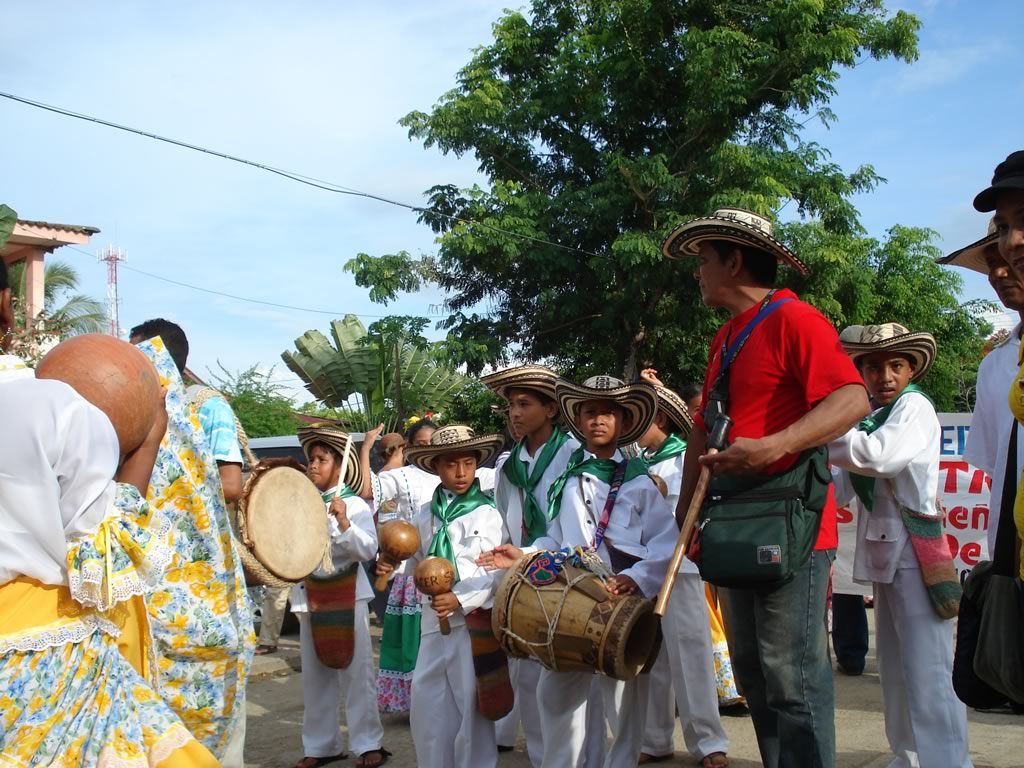
Gaiteros en el Festival del Porro, Córdoba.

La gaita del laboreo colombiana o kuisi es un instrumento musical aerófono de la Costa Caribe colombiana de origen indígena, utilizado en diferentes ritmos musicales englobados en la denominación "música de gaita": gaita instrumental, porro, cumbia, merengue, puya, entre otros.
Es una especie de flauta construida a partir del corazón del cardón, con una formación de cera de abejas y polvo de carbón en uno de sus extremos en donde se hace una ranura y se inserta un apéndice cilíndrico, generalmente la base de una pluma de pato, a manera de canal y boquilla, respectivamente, con entre 3 y 6 orificios en la parte baja del cuerpo.
Se le llama gaita por la similitud de su sonido con el de las gaitas de pico de España.

## Origen
El uso más antiguo de las kuisis se encuentra entre los koguis y los arhuacos de la Sierra Nevada de Santa Marta.

## Clases

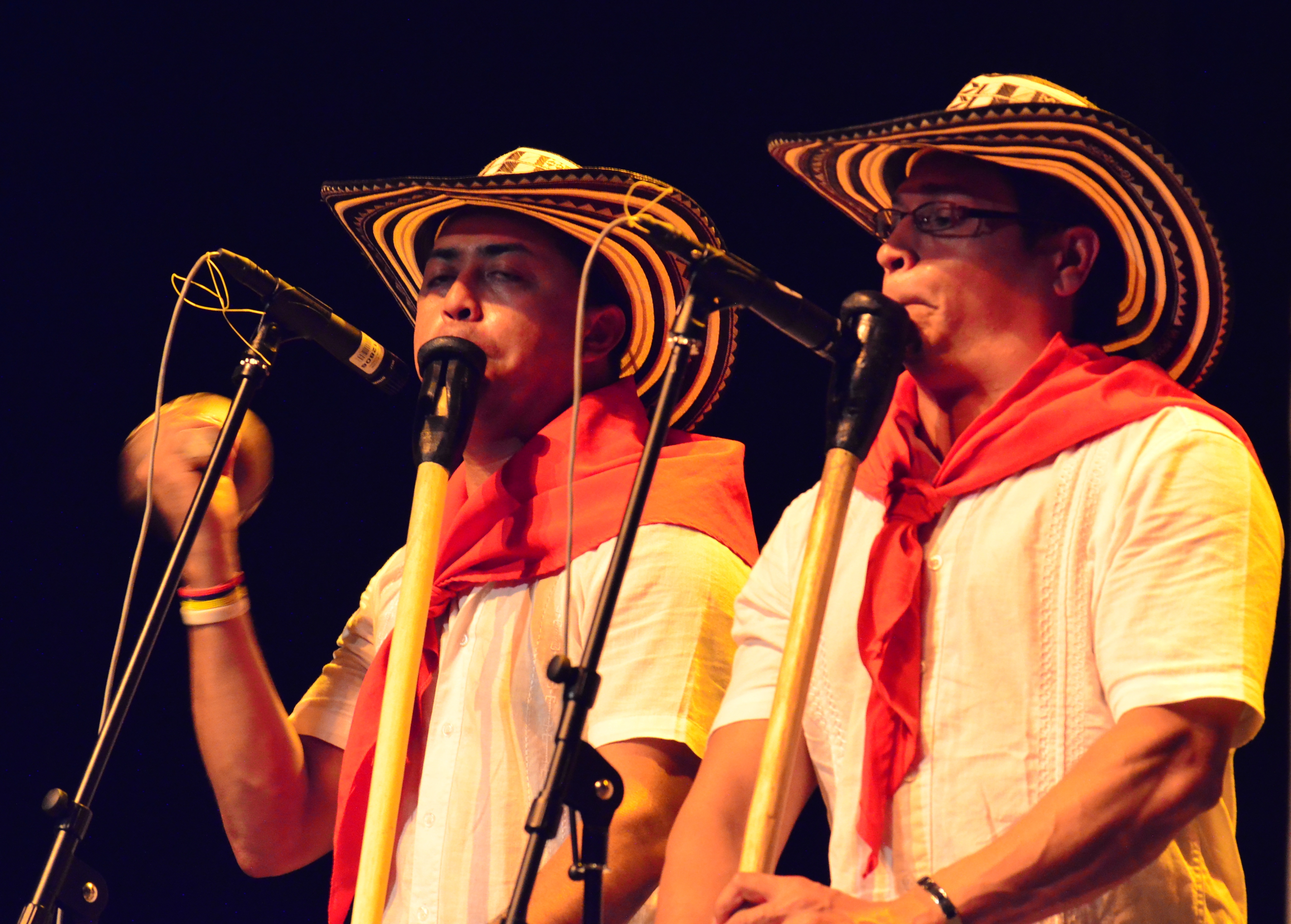
Los Gaiteros de San Jacinto (2012)

Entre las gaitas indígenas se hallan:
- Gaita hembra (kuisi bunsi en lengua kogui), de 5 orificios, proporciona la melodía. Tiene en su estructura cinco orificios tonales o digitales y su función está en llevar el registro de las notas o melodía. Se ejecuta normalmente por pares entre dos músicos.
- Gaita macho (kuisi sigi en lengua kogui), tiene dos orificios digitales y acompaña a la gaita hembra. La función de este instrumento se limita casi siempre a marcar el compás a contrapunto, aunque puede realizarse en él una melodía completa, ya que la intensidad del soplo permite modificar la altura del sonido. Un gaitero interpreta la gaita macho con una mano y con la otra, a la vez, la maraca. Sus labios solo se separan de la gaita para cantar.
- Gaita corta o machiembria, de seis orificios, la cual suele tener una tesitura relativamente más amplia. Es utilizada como instrumento solista. Llamada también "machiembriá", "machiembriao" o requinto.[6][7][8]

A menudo, los gaiteros usan cera para cerrar los orificios y alterar el sonido de la gaita, bloqueando algún tono de la hembra, y el superior o el inferior, de tal forma que solo se usan 4 orificios a la vez.

## Construcción
Las gaitas son de unos 70 a 80 centímetros de largo, longitud definida tradicionalmente por la longitud del brazo del artesano constructor. Las gaitas de los Kogui son de hasta dos pies, o 60 centímetros, de largo y las hace de carrizo el mismo gaitero (nunca una mujer). La longitud se mide como 3 veces la expansión entre el pulgar extendido y el meñique más la extensión entre el pulgar y el índice. Luego los orificios se hacen con una distancia entre ellos medida por el ancho de los dos dedos más la mitad del ancho del pulgar. Se hacen de un cactus (Selenicereus grandiflorus) al que se le quitan las espinas. Se le saca el centro, humedeciendo primero y luego perforando con una varilla de hierro. El tallo del cactus es más grueso en uno de sus extremos, este irá arriba acoplado con la cabeza de cera de abejas que lleva la pieza de pluma de ave. Aunque el instrumento es levemente cónico por fuera, su perforación es cilíndrica.
La kuisi bunsi tiene cinco orificios, pero solo se usan cuatro cuando se toca: el tono más bajo es raramente usado, pero cuando se usa, el orificio del tono superior se cierra con cera. El orificio del tono inferior de la kuisi sigi raramente se usa.
La cabeza del instrumento, llamada fotuto, se hace de cera de abejas con polvo de carbón para evitar que la cera se derrita con la temperatura alta, lo que también le da a la cabeza su característico color negro. La pieza bucal, una púa hecha de una pluma de ave grande, se encrusta en la cabeza con un ángulo y distancia del filo de la columna de aire, lo cual varía de instrumento a instrumento.
Ya que la fabricación no es en serie, el único instrumento que sirve para afinar una kuisi bunsi particular es la kuisi sigi que se construye para acompañarla. Sus longitudes corresponden y los dos orificios tónicos de la kuisi sigi concuerda con la posición de los orificios de los inferiores de la kuisi bunsi.

## Intérpretes
Sus más afamados ejecutantes, y quienes incluyeron la tambora en el conjunto de gaita, son los Gaiteros de San Jacinto.